# Leo Pieters
Leo Pieters (Maaseik, 1 mei 1962) is een  Belgisch Vlaams-nationalistisch politicus voor Vlaams Belang.

## Levensloop
Pieters behaalde in 1983 het diploma van meubeldeskundige aan het Vrij Technisch Instituut in Aalst en werd beroepshalve achtereenvolgens van 1983 tot 1986 bediende, van 1986 tot 1996 zaakvoerder van een meubelzaak, in 1996 arbeider bij textielbedrijf NV Ralux en van 1996 tot 2007 teamleader bij laminaatplatenproducent Trespa. Later was hij tot in 2019 operator bij het uitzendkantoor Synergie en het elektronicabedrijf TME.
Sinds februari 2004 is hij voor het Vlaams Belang gemeenteraadslid van Maaseik. Begin juli 2007 kwam hij bovendien voor de kieskring Limburg in het Vlaams Parlement terecht als opvolger van Linda Vissers, die na de federale verkiezingen van 10 juni 2007 de overstap maakte naar de Kamer van volksvertegenwoordigers. Hij bleef dit tot in juni 2009 en nam zitting in de commissies Landbouw, Leefmilieu, Natuur, Plattelandsbeleid, Ruimtelijke Ordening en Onroerend Erfgoed en Onderwijs, Vorming, Wetenschap en Innovatie. 
Pieters was van 2018 tot 2019 eveneens provincieraadslid van Limburg. Bij de verkiezingen van mei 2019 werd hij opnieuw verkozen in het Vlaams Parlement. Ditmaal werd hij lid van de commissies Landbouw, Visserij en Plattelandsbeleid en Leefmilieu, Natuur, Ruimtelijke Ordening en Energie. Bij de verkiezingen van juni 2024 werd Pieters herkozen. In de legislatuur 2024-2029 werd hij eerste ondervoorzitter van de commissie Landbouw, Visserij en Plattelandsbeleid en vast lid van de commissie Leefmilieu, Natuur en Ruimtelijke Ordening.
Van 2019 tot 2024 zetelde hij als deelstaatsenator in de Senaat. Vanuit dit mandaat werd hij afgevaardigd naar de Parlementaire Assemblee van de NAVO. Ook zetelt Pieters sinds 2019 in de Interparlementaire Unie.
Gerelateerde onderwerpen: Partijprogramma · 70-puntenplan · Cordon sanitaire · Racismeklacht